# Echinogammarus stammeri
Echinogammarus stammeri is een vlokreeftensoort uit de familie van de Gammaridae. De wetenschappelijke naam van de soort is voor het eerst geldig gepubliceerd in 1931 door S. Karaman.